# 环己基甲醇
环己基甲醇是一种有机化合物，化学式为C6H11–CH2–OH，是环己烷环被醇官能化而得来。环己基甲醇一般是无色液体，但有时可能是黄色。

## 制备
环己基甲醇可通过两步制备：第一步是让环己烯发生氢甲酰化反应生成环己基甲醛，这一步也会使部分环己基甲醇氢化生成环己烷；第二步是将此前反应得到的环己基甲醛氢化，得到环己基甲醇。